# Мадагаскарская ушастая сова
Мадагаскарская ушастая сова (лат. Asio madagascariensis) — вид птиц из семейства совиных (Strigidae). Подвидов не выделяют. Эндемик Мадагаскара. Иногда этот вид не отделяют от другого — ушастой совы (Asio otus).

## Описание
Мадагаскарская ушастая сова выглядит сходно с ушастой совой. Длина тела птицы 40—50 см, что делает её крупнейшей совой на острове. Самки крупнее самцов.

## Распространение
Птица широко распространена на западе и в центре острова. Встречается на высотах до 1600, а иногда и до 1800 м над уровнем моря.

## Поведение
Как и большинство сов, ведёт ночной образ жизни. Питается в основном мелкими млекопитающими, охотясь в лесах или на открытой местности поблизости от них.